# Mikael Riesebeck
Mikael Ingemar "Micke" Riesebeck, född 15 april 1976 utanför Grimsås i Västergötland, är en svensk skådespelare och komiker.

## Biografi
Mikael Riesebeck är utbildad illustratör. Att han blev skådespelare var mer av en tillfällighet, då en vän skulle medverka i en kortfilm och erbjöd honom att medverka. Sen tog intresset för skådespelandet över och illustrerandet blev en hobby, men han arbetar även med animation och specialeffekter.
Riesebeck slog igenom i slutet av 1990-talet med barnprogrammet Kosmos och Kattis, där han spelade rymdvarelsen Kosmos, med grön kostym och kastrull på huvudet, i 384 avsnitt för TV4. Innan dess hade han medverkat i TV-dramat Glappet och spelat skinhead i Hammarkullen. År 2000 medverkade han som fotbollssupporter i musikvideon till Markoolios Mera mål. 
Vintern 2001 medverkade Riesebeck i SVT:s julkalender Kaspar i Nudådalen, där han blev känd som det okunnige butiksbiträdet Greger. För barnpubliken är han också känd som Pipen i barnprogrammet Jonson och Pipen, där han också är ansvarig för specialeffekterna. 
Han var också med i Hem till Midgård, där han spelade munken Petter Nicolaus, och har spelat fars med Stefan & Krister på Vallarnas friluftsteater, i Falkenberg. Han gjorde även en av huvudrollerna i teatersuccén Stulen kärlek med bl.a. Laila Westersund och Ulf Dohlsten på Lisebergsteatern i Göteborg. Mikael har också gjort ett par sketcher i Hipp Hipp! på SVT och medverkat i produktionerna av Sagan om... på TV4.
Från och med hösten 2014 medverkade han i Kanal 5:s humorprogram Partaj, där han bl.a. imiterade vinprovaren Bengt Frithiofsson.

## Filmografi
- 1997 – Glappet (TV-serie)
- 1997 – Hammarkullen (TV-serie)
- 1997 – Kosmos och Kattis (TV-serie)
- 1997 – Doktor Kosmos (TV-serie)
- 1999 – Browalls (TV-serie)
- 2001 – Snålvatten och jäkelskap
- 2001 – Kaspar i Nudådalen (julkalendern)
- 2002 – Bröllop och jäkelskap
- 2002 – Dieselråttor och sjömansmöss (julkalendern)
- 2003 – Sagan om... (TV-serie)
- 2003 – Hem till Midgård (TV-serie)
- 2003 – Barnaskrik och jäkelskap
- 2005 – Efter Jesper
- 2007 – Brännvin och fågelholkar – Söderkåkar reser västerut! (TV-program)
- 2007 – Rekordbyrån (TV-serie)
- 2008 – Solsting och snésprång
- 2009 – Virus i bataljonen
- 2010 – En mor till salu
- 2010 – Jonson och Pipen
- 2011 – Pang på pensionatet
- 2013 – Hotet från yttre rymden
- 2014 – Partaj
- 2015 – Bröllop i kikar'n
- 2016 – Selmas saga (julkalendern) - Pappa Traskvist
- 2020 - Kurt & Lang (TV-serie)
- 2022 – Alla tiders Åsa-Nisse

## Teater

### Roller (ej komplett)
| År   | Roll                            | Produktion                                                            | Regi             | Teater                     |
| ---- | ------------------------------- | --------------------------------------------------------------------- | ---------------- | -------------------------- |
| 2001 | Lennart Kristersson             | Snålvatten och jäkelskap Krister Claesson                             | Krister Claesson | Vallarnas friluftsteater   |
| 2002 | Lennart Kristersson             | Bröllop och jäkelskap Krister Claesson                                | Krister Claesson | Vallarnas friluftsteater   |
| 2003 | Lennart Kristersson             | Barnaskrik och jäkelskap Krister Claesson och Gustaf Skördeman        | Krister Claesson | Vallarnas friluftsteater   |
| 2004 | Bosse Bengtsson                 | Stulen kärlek Krister Claesson                                        | Krister Claesson | Lisebergsteatern, Göteborg |
| 2005 | Bosse Bengtsson                 | Stulen kärlek Krister Claesson                                        | Krister Claesson | Intiman                    |
| 2006 | Albin Klasson                   | Brännvin och fågelholkar – Söderkåkar reser västerut! Gideon Wahlberg | Anders Albien    | Vallarnas friluftsteater   |
| 2008 | Ruben Olsson                    | Solsting och snésprång Wilhelm Behrman och Gustaf Skördeman           | Ulf Dohlsten     | Vallarnas friluftsteater   |
| 2009 | Bo-Stellan Niklasson Olsson     | Virus i bataljonen Lars Classon och Per Andersson                     | Ulf Dohlsten     | Vallarnas friluftsteater   |
| 2010 | Allan "Knallan" Hägg            | En mor till salu Lars Classon och Per Andersson                       | Ulf Dohlsten     | Vallarnas friluftsteater   |
| 2011 | Kommissarie Harry Rask          | Pang på pensionatet Krister Classon                                   | Krister Classon  | Vallarnas friluftsteater   |
| 2015 | Tage Nilsson                    | Bröllop i kikar'n Lars Classon och Jojje Jönsson                      | Ulf Dohlsten     | Vallarnas friluftsteater   |
| 2017 | Furir Gottfrid Berglund         | Soldat Fabian Bom Nils Poppe                                          | Ulf Dohlsten     | Vallarnas friluftsteater   |
| 2018 | Direktör Johan "Jocke" Lundberg | Pilsner & penseldrag Gideon Wahlberg                                  | Ulf Dohlsten     | Vallarnas friluftsteater   |
| 2019 | Bosse Bengtsson                 | Stulen kärlek Krister Classon                                         | Pär Nymark       | Vallarnas friluftsteater   |
| 2020 | Bosse Bengtsson                 | Stulen kärlek Krister Classon                                         | Pär Nymark       | Lisebergsteatern           |
| 2021 | Blandade roller                 | Sommarbuskis                                                          | Stefan & Krister | Vallarnas friluftsteater   |
| 2025 | Bergman                         | Kalabalik i Fabriken Håkan Klamas och Niklas Holtne                   | Niklas Holtne    | Vallarnas friluftsteater   |